# Сяо Цинь
Сяо Цинь (кит. упр. 肖钦, пиньинь Xiào Qīn, р. 12 января 1985, Нанкин, Китай) — китайский гимнаст, двухкратный олимпийский чемпион Летних Олимпийских игр 2008-го года в столице Китая — Пекине. Шестикратный чемпион мира, трижды в команде и трижды — на коне. Сяо считается одним из сильнейших гимнастов, выступавших на коне.
1. ↑  Olympedia (англ.) — 2006.